# Sébastien Charpentier (Rennfahrer)

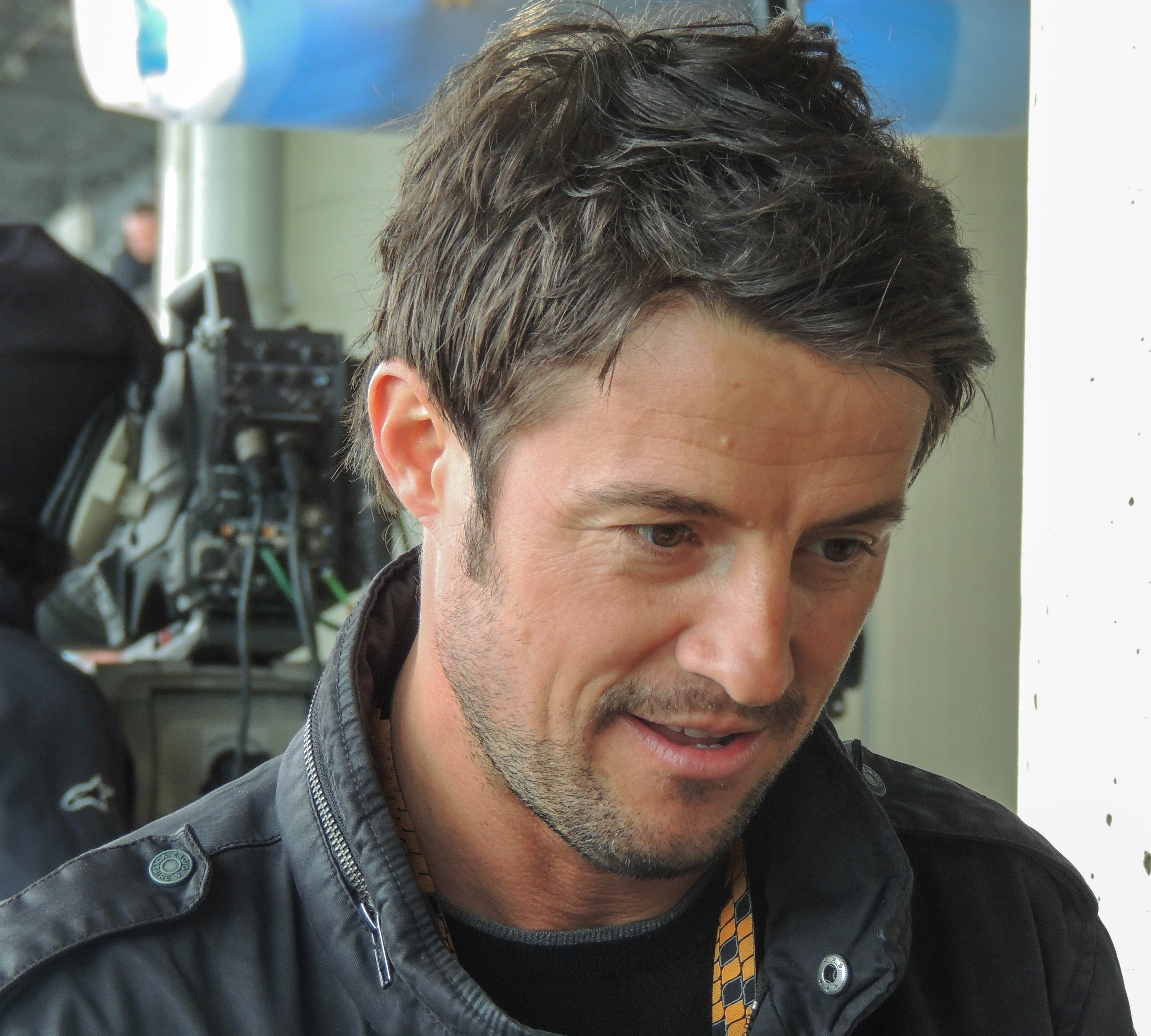
Sébastien Charpentier 2013

Sébastien Charpentier (* 26. März 1973 in La Rochefoucauld, Frankreich) ist ein französischer Motorradrennfahrer.

## Biografie
Sébastien Charpentier lebt mit seiner Frau Cathy und seinem Sohn in Vars, Frankreich. Séb (sein Spitzname), ist in der Supersport-Weltmeisterschaft unterwegs, in der er 1998 debütierte. Seine erste Saison in der Weltmeisterschaft verlief nicht sonderlich gut, er konnte zwar ein Regenrennen gewinnen, doch unter trockenen Bedingungen kam er nur einmal in die Punkte. In den darauffolgenden Jahren konnte er sich stetig, wenn auch nur mit kleinen Schritten, steigern. In den Jahren 2005 und 2006 sicherte er sich jeweils den Supersport-WM-Titel. Nach einer von Verletzungen geprägten Saison 2007 beendete Charpentier seine aktive Laufbahn.
2010 kehrt er in die Supersport-WM zurück und fährt eine Triumph Daytona 675 im Team ParkinGO Triumph BE1.

## Ergebnisse
- 1996 – Honda CB 500-Cup Frankreich, Meister, sieben Siege in acht Rennen
- 1997 – Supersport-EM, Honda France, 1 Sieg
- 1998 – Supersport-Weltserie, Honda Reflex Team, 13., 27 Punkte (1 Sieg)
- 1999 – Supersport-WM, Team Elf Honda France, 19., 20 Punkte
- 2000 – Supersport-WM, Honda France Elf
- 2000 – 24 Stunden von Le Mans, Sieger mit William Costes und Sébastien Gimbert
- 2001 – Spanische Supersport-Meisterschaft
- 2002 – Supersport-WM, Moto 1, 28., 6 Punkte
- 2003 – Supersport-WM, Moto 1, Team Klaffi Honda, 7., 72 Punkte (1 Podium)
- 2004 – Supersport-WM, Klaffi Honda, 4., 120 Punkte (5 Podien, 1 Pole-Position, 1 Schnellste Rennrunde)
- 2005 – Supersport-WM, Winston Ten Kate Honda, Weltmeister, 210 Punkte (6 Siege, 9 Podien, 10 Pole-Positions, 8 Schnellste Rennrunden)
- 2006 – Supersport-WM, Winston Ten Kate Honda, Weltmeister, 194 Punkte (6 Siege, 7 Podien, 8 Pole-Positions, 4 Schnellste Rennrunden)
- 2007 – Supersport-WM, Hannspree Ten Kate Honda, 11., 51 Punkte (3 Pole-Positions, 2 Schnellste Rennrunden)
- 2010 – Supersport-WM, ParkinGO Triumph BE1